# Liste der Stolpersteine im Kreis Herzogtum Lauenburg

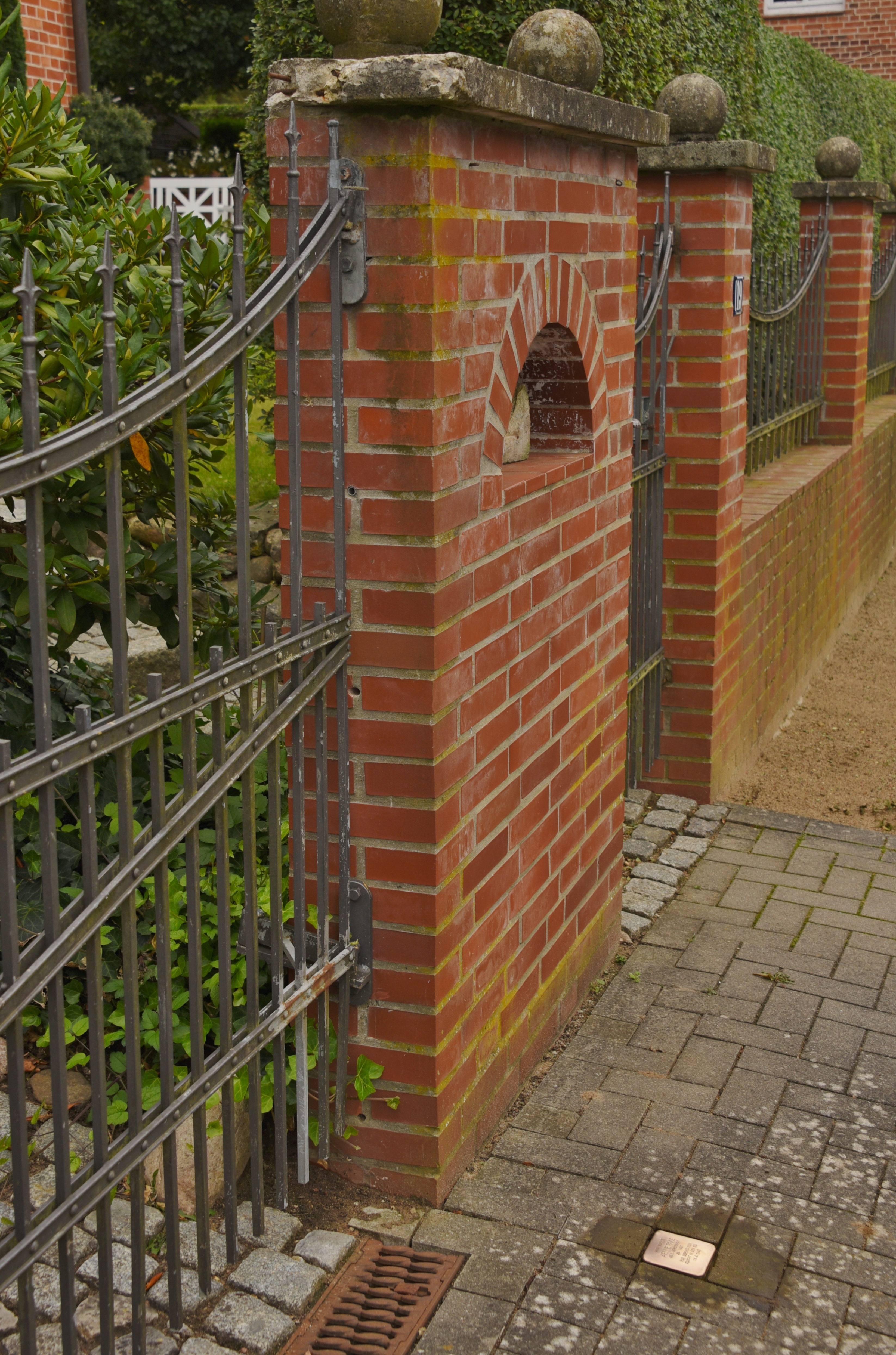
Stolperstein für Aenne Raaz vor ihrem ehemaligen Wohnhaus in Ratzeburg

Die Liste der Stolpersteine im Kreis Herzogtum Lauenburg enthält die Stolpersteine, die vom Kölner Künstler Gunter Demnig im Kreis Herzogtum Lauenburg verlegt wurden. Stolpersteine erinnern an das Schicksal der Menschen, die von den Nationalsozialisten ermordet, deportiert, vertrieben oder in den Suizid getrieben wurden. Sie liegen im Regelfall vor dem letzten selbstgewählten Wohnsitz des Opfers.
Die erste Verlegung in diesem Kreis erfolgte am 12. August 2013 in Ratzeburg.

## Stolpersteine
Die Tabellen sind teilweise sortierbar; die Grundsortierung erfolgt alphabetisch nach dem Familiennamen des Opfers.

### Aumühle
In Aumühle wurden am 26. Juni 2021 vom Künstler selbst drei Stolpersteine an einer Anschrift verlegt.
| Stolperstein | Inschrift | Verlegeort         | Name, Leben                      |
| ------------ | --- | ------------------ | -------------------------------- |
|              | HIER WOHNTE ANITA ZÖLLNER GEB. BELMONTE JG. 1888 GEDEMÜTIGT / ENTRECHTET VOR DEPORTATION FLUCHT IN DEN TOD 14.2.1945               | Pfingstholzallee 1 | Anita Zöllner, geborene Belmonte |
|              | HIER WOHNTE ANNEMARIE ZÖLLNER JG. 1913 ZWANGSARBEIT FÜRST BISMARCK-QUELLE ENTLASSEN 1945                                           | Pfingstholzallee 1 | Annemarie Zöllner                |
|              | HIER WOHNTE KURT ZÖLLNER JG. 1917 ZWANGSARBEIT 1942 PULVERFABRIK DÜNEBERG DIENSTVERPFLICHTET 1944 ORGANISATION TODT ENTLASSEN 1945 | Pfingstholzallee 1 | Kurt Zöllner                     |

### Geesthacht
| Stolperstein | Inschrift | Verlegeort                  | Name, Leben   |
| ------------ | --- | --------------------------- | ------------- |
|              | HIER WOHNTE JOHANN LERCHL JG. 1886 MITGLIED SPD VERHAFTET AUG. 1944 'AKTION GITTER' NEUENGAMME ENTLASSEN 1944                             | Norderstraße 22 ·           | Johann Lerchl |
|              | HIER WOHNTE ROCHUS PANSA JG. 1892 MITGLIED KPD VERHAFTET 20.4.1944 'AKTION GITTER' NEUENGAMME AUF DEM TRANSPORT NACH LÜBECK TOT 25.4.1944 | Johannes-Ritter-Straße 30 · | Rochus Pansa  |

### Ratzeburg
| Stolperstein | Inschrift                                                                                  | Verlegeort           | Name, Leben |
| ------------ | ------------------------------------------------------------------------------------------ | -------------------- | --- |
|              | HIER WOHNTE AENNE RAAZ GEB. BORCHARDT JG. 1891 VOR DEPORTATION FLUCHT IN DEN TOD 18.2.1945 | Lübecker Straße 19 · | Aenne Raaz, geb. Borchardt, wurde am 28. Juni 1891 in Schönebeck (Elbe) geboren. Sie stammte aus einer jüdischen Familie. Sie heiratete am 2. August 1914 in Berlin-Schöneberg den Rechtsanwalt Ewald Raaz. 1936 übersiedelte das Ehepaar von Berlin nach Ratzeburg, in der Hoffnung auf ein unbehelligtes Leben. Sie wohnten in der Lübecker Straße 19. Ingrid Philipp, eine Nachbarin, beschrieb Aenne Raaz als „überaus gebildete, nette und liebenswerte Frau“. Sie nahm sich mit Gift das Leben, nachdem sie Kenntnis von ihrer bevorstehenden Deportation erlangt hatte. Sie starb am 18. Februar 1945, als Auschwitz bereits befreit war. Ihr Ehemann wurde nach dem Untergang des NS-Regimes von den britischen Besatzern zum ersten Landrat des Kreises ernannt. Er starb 1958. |

## Verlegungen
Am 18. Februar 2013, dem Todestag von Aenne Raaz, veranstaltete die Klasse 10d der Lauenburgischen Gelehrtenschule eine Gedenkfeier in der Aula der Schule. Schülerinnen und Schüler hatten gemeinsam mit dem Stadtarchivar Christian Lopau das Leben und Sterben der Jüdin, die sich kurz vor dem Untergang des NS-Regimes das Leben nahm, recherchiert. Es gibt eine Büste von Aenne Raaz, die von ihrer Enkelin für die Veranstaltung zur Verfügung gestellt wurde.
Die Stolpersteine im Kreis Herzogtum Lauenburg wurden an folgenden Tagen von Gunter Demnig persönlich verlegt:
- 12. August 2013: Ratzeburg[3]
- 28. Juni 2020: Geesthacht
- 26. Juni 2021: Aumühle[4]

Bei der Verlegung in Ratzeburg waren Schüler und Lehrer der Lauenburgischen Gelehrtenschüler anwesend. Bürgermeister Rainer Voß würdigte in seiner Ansprache, dass sich viele Ratzeburger „von diesem dunklen Ereignis der Stadtgeschichte heute noch berühren lassen und Aenne Raaz nicht vergessen haben“. Auch Bürgervorsteher Ottfried Feußner wohnte der Zeremonie bei.
Am 28. April 2020 hätte in Basthorst der Stolperstein für Anni Böttcher verlegt werden sollen. Diese Verlegung sowie die ebenfalls geplante Verlegung eines Stolpersteines für Anita Zöllner in Aumühle mussten COVID-19-bedingt verschoben werden.